# KDESvn
KDESvnは Subversion バージョン管理システムの KDE デスクトップ上におけるグラフィカルクライアントである。

## 概要
KDESvn は単に Subversion の出力を解析するだけのフロントエンドではない。Rapid SVN によって開発された  Subversion の C API ラッパを利用している。本格的なクライアントで、管理用インターフェイスがある。
バージョン 1.2.1 以降は KDE4 アプリケーションとなっている。